# Spektrální klasifikace
Spektrální klasifikace je klasifikace hvězd založená na jejich spektrálních charakteristikách. Spektrální třída hvězdy především popisuje ionizaci její chromosféry, a tudíž umožňuje změřit její teplotu. Záření z hvězdy jde rozložit za pomocí difrakční mřížky a sledovat její spektrální čáry, z tohoto lze usoudit například chemické složení hvězdy. Teplota hvězd může být klasifikována na základě Wienova posunovacího zákona, což je však nepřesné u vzdálených hvězd.
Dnes je většina hvězd řazena v posloupnosti podle písmen O, B, A, F, G, K, M. Jde tedy o posloupnost teplotní, tudíž hvězdy třídy O jsou nejteplejší a M nejchladnější.
Existuje ještě jemnější dělení, kdy se k písmenu přidává číslo 0-9, které udávají rozdíl mezi dvěma spektrálními třídami. V Morganově-Keenanově systému rozdělení je ještě zohledňována luminozitní třída, která se určuje podle profilu spektrálních čar ionizovaných prvků, citlivých na tlak v atmosféře. Přidává se ke spektrálnímu typu v podobě římských číslic I – VII. Například Slunce patří do třídy G2V.

## Secchiho spektrální klasifikace
První rozdělení hvězd podle spekter provedl už v roce 1862 italský astronom Angelo Secchi, který roztřídil 4000 hvězdných spekter do čtyř kategorií (později do pěti) a stal se tak zakladatelem spektrální klasifikace hvězd.
- Třída I: Bílé až modré hvězdy, jako je Vega nebo Altair. Převládají čáry vodíku a kovů. V dnešní době se jedná o hvězdy ze začátku spektrální třídy F.
- Třída II: Žluté hvězdy, jako je například Slunce, Arcturus nebo Capella. Čáry Balmerovy série vodíku jsou slabší, ale stále převládají spolu s kovy. V moderním dělení tato třída odpovídá pozdní třídě F, jakož i třídám G a K.
- Třída III: Oranžové až červené hvězdy se složitými pásy molekulárních spekter, například Betelgeuze a Antares. To odpovídá moderní třídě M.
- Třída IV: Červené hvězdy s významným podílem uhlíkových pásu (uhlíkové hvězdy).
- Třída V: Hvězdy s emisními spektry, jako třeba Sheliak a Navi.

## Harvardská spektrální klasifikace
Harvardská spektrální klasifikace je jednodimenzionální klasifikační schéma, jež vymyslela astronomka Annie Jump Cannon. Původní klasifikace spekter používala písmena od A v abecedním pořádku, ale postupem času se zjistilo, že některé spektrální třídy neexistují. Výsledná posloupnost vypadá takto (W –) O – B – A – F – G – K – M (– L – T – Y). V závorkách jsou uvedeny málo se vyskytující třídy. Podtřídy se vyjadřují číslicemi 0 až 9 (např. G5). 0 označuje nejteplejší hvězdu ve třídě, 9 nejchladnější. Například hvězda třídy O2 je teplejší než hvězda třídy O9 a obě jsou teplejší než hvězda třídy B0. Někdy jsou k údaji o spektru připojeny i poznámky v podobě malého písmene, např. e – emisní čáry, p – pekuliární (zvláštní) vzhled spektra (B4e, A3p). U hvězdy spektrální třídy O a B převládají čáry helia, uhlíku a kyslíku, u třídy A pak čáry vodíku. Pro hvězdy typu F a G jsou charakteristické čáry kovů, zejména železa. U chladnějších hvězd tříd K a M se objevují čáry a především pásy, náležející víceatomovým molekulám.
| Třída | Povrchová teplota (K) | Barva hvězdy | Typ hvězdy                                             | Příklady hvězd                                                                                              | Hmotnost * (MS) | Poloměr * (RS) | Zářivý výkon * (LS)                                                                                 |
| ----- | --------------------- | ------------ | ------------------------------------------------------ | --- | --------------- | -------------- | --------------------------------------------------------------------------------------------------- |
| O     | 50000 – 30000         | modrá        | modří nadobři                                          | Naos (ζ Pup), Meissa (λ Ori), Alnitak (ζ Ori), Mintaka (δ Ori)                                              | 20 – 50         | 15             | 1 400 000                                                                                           |
| B     | 30000 – 11000         | modrobílá    | nadobři, bílí trpaslíci                                | Spica (α Vir), Regulus (α Leo), Rigel (β Ori), jasné Plejády                                                | 3,2 – 17        | 7              | 20 000                                                                                              |
| A     | 11000 – 7500          | bílomodrá    | nadobři, bílí trpaslíci, hvězdy hl. posloupnosti       | Vega (α Lyr), Sirius (α CMa), Deneb (α Cyg), Altair (α Aql)                                                 | 1,8 – 3,2       | 2,5            | 80                                                                                                  |
| F     | 7500 – 6000           | žlutobílá    | nadobři, hvězdy hl. posloupnosti                       | Canopus (α Car), Prokyon (α CMi), Polárka (α UMi), Alrakis (μ Dra)                                          | 1,2 – 1,7       | 1,3            | 6                                                                                                   |
| G     | 6000 – 5000           | žlutá        | nadobři, hvězdy hl. posloupnosti                       | Slunce, Capella (α Aur), Rigil (α Cen)                                                                      | 0,8 – 1,1       | 1,1            | 1,2                                                                                                 |
| K     | 5000 – 3500           | oranžová     | červení nadobři, červení obři, hvězdy hl. posloupnosti | Pollux (β Gem), Dubhe (α UMa), Arcturus (α Boo), Aldebaran (α Tau)                                          | 0,6 – 0,8       | 0,9            | 0,4                                                                                                 |
| M     | 3500 – 3000           | červená      | červení nadobři, červení obři červení trpaslíci        | Antares (α Sco), Betelgeuze (α Ori), Barnadova hvězda, Proxima Centauri (α Cen C), Teide 1 (hnědý trpaslík) | 0,08 – 0,5      | 0,4            | 0,04 - Platí pro hvězdy hlavní posloupnosti. - Hmotnost, svítivost a poloměr je vztažený ke Slunci. |

## Morganova-Keenanova spektrální klasifikace
Morganova-Keenanova klasifikace (MKK), někdy též nazývaná Yerkeská klasifikace, vznikla v roce 1943 na Yerkeské observatoři a podíleli se na ní William Wilson Morgan a Phillip Childs Keenan. MKK je založena nejen na spektrálních čarách závislých na teplotě na povrchu hvězdy (spektrální typ podle Harvardské klasifikace), ale i na svítivosti hvězdy. Morganova-Keenanova klasifikace je nejpoužívanější klasifikací hvězd. Třídy jsou obvykle řazeny podle teploty od nejteplejší po nejchladnější.

### Třídy svítivosti
- 0 hyperobři
- I veleobři

Hertzsprungův–Russellův diagram - zobrazuje rozložení hvězd v závislosti na absolutní hvězdné velikosti a spektrální třídy

  - Ia-0 hyperobři nebo extrémně jasní veleobři, např. Eta Carinae
  - Ia velmi jasní veleobři, např. Deneb
  - Iab středně jasní veleobři, např. Betelgeuze
  - Ib méně jasní (obyčejní) veleobři
- II jasní obři
  - IIa β Scuti
  - IIab HR 8752
  - IIb HR 6902
- III normální obři
  - IIIa ρ Persei
  - IIIab δ Reticuli
  - IIIb Pollux
- IV podobři
  - IVa ε Reticuli
  - IVab
  - IVb HR 672
- V hvězdy hlavní posloupnosti (trpaslíci)
  - Va AD Leonis
  - Vab
  - Vb 85 Pegasi
- VI podtrpaslíci (používáno zřídka)
- VII bílí trpaslíci

Třídy I až V se dělí na podtřídy: a – jasná, ab – normální, b – slabá.

## Systém UBV
Systém UBV, známý také jako Johnsonův systém, je fotometrický systém klasifikace hvězd podle jejich hvězdné velikosti. Písmena U, B a V znamenají ultrafialovou (ultraviolet), modrou (blue) a vizuální hvězdnou velikost (visual magnitude). Tuto metodu zavedli v 50. letech dvacátého století američtí astronomové Harold Lester Johnson a William Wilson Morgan.

## Spektrální třídy

### Třída W
Třída W (Wolfovy–Rayetovy hvězdy) patří k vysoce horkým (30 000 K – 100 000 K), hmotným (25-60 hmotností Slunce) a extrémně jasným hvězdám, ale velmi krátce žijícím (cca 10 – 50 miliónů let). Mají modrou barvu, ale maximum vyzařování je až v ultrafialovém spektru. Jsou zajímavé tím, že mají v atmosféře především helium místo vodíku.
Třída W obsahuje široké emisní pásy (díky vysoké teplotě) vodíku, helia a dusíku nebo uhlíku.
Příklady: Gama Velorum Aa

### Třída O
Hvězdy třídy O patří k velmi horkým (okolo 30 000 K) a zároveň k velmi masivním hvězdám. Pro lidské oko mají namodralou barvu, ale maximum jejich vyzařovaného spektra je v ultrafialové oblasti. Jedná se o velice vzácně se nacházející spektrální třídu hvězd (asi 0,000 01% zastoupení). Hvězdy třídy O jsou asi desetkrát větší než Slunce a mají zhruba stotisíckrát větší zářivý výkon, ale naopak jejich životnost je velmi malá, řádově desítky milionů let.
Tyto hvězdy mají silné, spojité spektrum s absorpčními čarami ionizovaného helia, Balmerovou sérií a neutrálním heliem.
Příklady: Hatysa, Meka, Menkib, Naos

### Třída B
Hvězdy třídy B patří k horkým (11 000 K – 30 000 K) a velmi jasným. Mají ostře modrou barvu. Stále se jedná o velice vzácně se nacházející spektrální třídu hvězd (asi 0,1% zastoupení). Hvězdy třídy B jsou asi pětkrát větší než Slunce a mají zhruba tisíckrát větší zářivý výkon. Jejich životnost je kolem sto milionů let.
Tyto hvězdy mají dobře viditelné spektrum s čarami neutrálního helia a Balmerovou sérií a ionizovaného kyslíku.
Příklady: Rigel, Spica, Regulus

### Třída A
Hvězdy třídy A patří k horkým (7 500 K – 11 000 K). Mají modrobílou barvu. Jedná se o poměrně často se vyskytující spektrální třídu hvězd (asi 0,7% zastoupení). Hvězdy třídy A jsou asi o polovinu větší než Slunce a mají zhruba dvacetkrát větší zářivý výkon. Dožívají se kolem miliardy let.
Tyto hvězdy jsou prominentní svojí dobře viditelnou Balmerovou sérií vodíku.
Příklady: Sirius, Vega, Altair

### Třída F
Hvězdy třídy F patří ke středně horkým (5 900 K – 7 500 K). Ze Země se většina jeví jako bílé hvězdy. Jedná se už o často nacházející spektrální třídu hvězd (asi 2% zastoupení). Hvězdy třídy F jsou asi o polovinu větší než Slunce a mají zhruba čtyřikrát větší zářivý výkon. Doba života je kolem tří miliard let.
U této třídy již Balmerova série vodíku slábne a objevují se silné čáry ionizovaného vápníku a kovů (Fe I, Fe II, Cr I, Cr II).
Příklady: Prokyon, Canopus, Polaris (Polárka)

### Třída G
Hvězdy třídy G (někdy také nesprávně[zdroj?] jako žlutí trpaslíci) patří s teplotou 5 200 K – 5 900 K ke hvězdám podobným Slunci. Lidskému oku se jeví jako jasné, žluté hvězdy, což je zapříčiněno atmosférou (ve skutečnosti jsou bílé). Tato spektrální třída je už poměrně často se nacházející (asi 3,5% zastoupení). Hvězdy třídy G jsou co do velikosti a zářivého výkonu srovnatelné se Sluncem. Doba života je kolem deseti miliard let.
U této třídy ještě nacházíme Balmerova sérií vodíku (velmi slabou) a velmi silné čáry ionizovaného vápníku a kovů, zejména železa a neutrálních kovů.
Příklady: Slunce, Alfa Centauri A, Capella, Tau Ceti

### Třída K
Hvězdy třídy K patří už ke chladnějším (3 900 K – 5 200 K) a mají oranžovou barvu. Jedná se o velmi často nacházející spektrální třídu hvězd (asi 8% zastoupení). Hvězdy třídy K jsou asi o polovinu menší než Slunce a mají asi pětinový zářivý výkon. Doba života je až 50 miliard let, a proto jsou velmi zajímavé z hlediska hledání života na jiných planetách, obíhajících hvězdy tohoto typu.
U této třídy ještě můžeme občas najít Balmerovu sérií vodíku, ale bývá extrémně slabá nebo úplně chybí, objevují se silné čáry neutrálních kovů (Fe I, Mn I, Si I) a slabé absorpční molekulové pásy.
Příklady: Alfa Centauri B, Arcturus, Aldebaran

### Třída M
Hvězdy třídy M patří ke chladným (2 500 K – 3 900 K) a mají červenou barvu. Jedná se o zdaleka nejpočetnější spektrální třídu hvězd (asi 80% zastoupení). Hvězdy třídy M se nejčastěji vyskytují jako červení trpaslíci (velikost cca 0,3 poloměru Slunce) nebo jako červení obři (10 – 50 poloměrů Slunce). Doba života je až 200 miliard let. Tato třída obsahuje čáry neutrálních kovů (Ti, V) a silné molekulové pásy.
Příklady: Antares, Betelgeuse, Mira

### Třída L
Třída L patří k velmi chladným (1 300 K – 2 500 K) hvězdám, které ale ještě jsou schopné udržet v chodu termonukleární syntézu,. Mají červenou barvu, ale maximum vyzařování je až v infračerveném spektru.
Třída L obsahuje pásy kovových hydridů, alkalických kovů a molekul.
Příklady: V838 Monocerotis

### Třída T
Třída T (hnědý trpaslík) patří k velmi chladným (700 K – 1 300 K). Teplota v nitru hnědých trpaslíků nedosahuje teploty potřebné k zažehnutí termojaderné fúze a proto již nejsou považovány za hvězdy. Mají tmavě červenou barvu, ale maximum vyzařování je až v infračerveném spektru.
Třída T obsahuje velmi zřetelné spektrální pásy methanu.
Příklady: Epsilon Indi

### Třída C
Třída C (uhlíkové hvězdy) se skládá především z bývalých červených obrů a veleobrů, kteří se blíží konci svého života a mají přebytek uhlíku v atmosféře. Mají výrazně červenou barvu.
Třída C obsahuje velmi zřetelné spektrální pásy uhlíku a různých uhlíkových molekul (CH, CN).
Příklady: La Superba (Gamma Canum Venaticorum)

### Třída S
Třída S (někdy také zirkoniové hvězdy) je složena pouze z modrých hvězd hlavní posloupnosti. Tyto hvězdy obíhají velmi blízko kolem centra naší Galaxie (<0,04 pc), a proto nám mohou velmi mnoho napovědět o černé díře v centru galaxie.
Třída S se vyznačuje silnými spektrálními pásy oxidu zirkonu a titanu.
Příklady: Beta Camelopardalis

### Třída D
Hvězdná třída D (bílý trpaslík) se skládá ze zhroucených hvězd, které odhodily vnější vrstvu a už nejsou schopny nadále udržovat termojadernou fúzi, a tak jejich neaktivní jádra chladnou. Třída D má obvykle vodíkové nebo heliové spektrum, ale je možná i kombinace s kovovými spektry.
Příklady: Sirius B, Procyon B